# Juan Murré
Pas d'image ? Cliquez ici

a Compétitions nationales et continentales officielles uniquement.

b Matchs officiels uniquement.
Juan Manuel Murré, né le 21 mars 1980, est un joueur portugais de rugby à XV. Il a joue au poste de pilier pour l'équipe du Portugal de 2007 à 2013.
En novembre 2009, il est sélectionné avec l'équipe XV Europe pour affronter les Barbarians français  au Stade Roi Baudouin à Bruxelles à l'occasion du 75e anniversaire de la FIRA – Association européenne de rugby. Les Baa-Baas l'emportent 26 à 39.

## Statistiques en équipe nationale
- 37 sélections avec le Portugal
- 10 points (deux essais)
- Sélections par année : cinq en 2007, six en 2008, cinq en 2009, deux en 2010,
- Coupe du monde: 2007.